# 1590 год в науке
В 1590 году произошли различные научные и технологические события, некоторые из которых представлены ниже.

## События
- 1590—1591: Галилей, тогда профессор Пизанского университета, написал трактат «О движении». В этот же период он исследовал циклоиду[1], проводит опыты с падением тел (если верить Вивиани, используя  Пизанскую башню). Опыты показали, что тела из одного и того же материала, но разного веса падают с одинаковой скоростью, вопреки мнению Аристотеля, который утверждает, что тела из одного и того же материала падают тем быстрее, чем тяжелее тело[2].
- На полпути между Самарой и Царицыном, на месте средневекового золотоордынского городища основан город Саратов как сторожевая крепость для охраны южных рубежей Русского государства.

## Публикации
- Хосе де Акоста: Histoire naturelle et morale des Indes.
- Началось издание трактата Иоахима Камерария Младшего: Symbola et emblemataex herbiset ani-malibus (1590—1597).
- Якоб Христманн: Muhammedis Alfraganii Arabis chronologia et astronomiae elementa.

## Родились
См. также: Категория:Родившиеся в 1590 году
- 3 мая — Франко Петри Бургерсдейк,  нидерландский философ и логик (ум. в 1635 году).
- (годы жизни приблизительны) Мартина де Бертеро, французский минералог  (ум. в 1642 году).

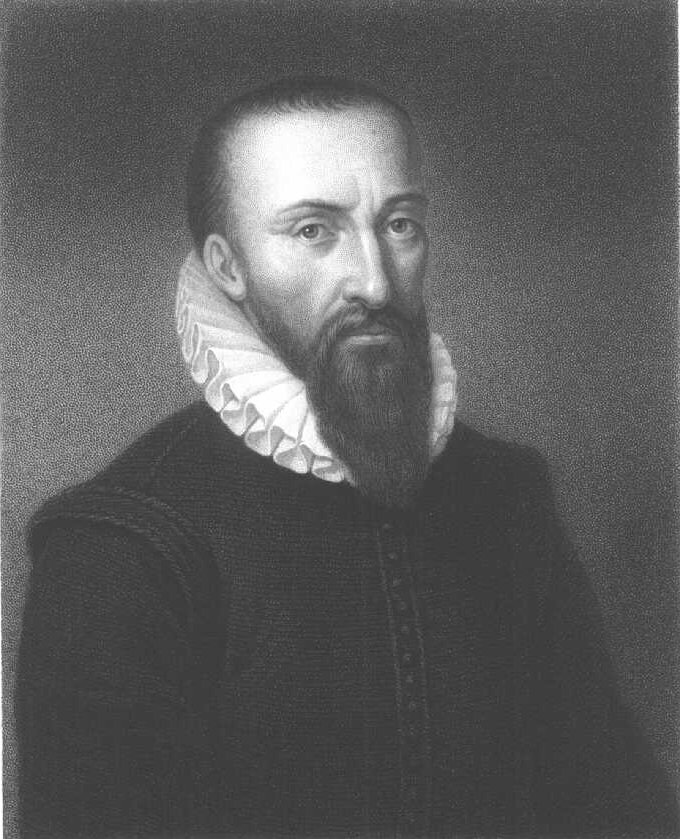
Амбруаз Паре

## Скончались
См. также: Категория:Умершие в 1590 году
- 20 января — Джамбатиста Бенедетти, итальянский механик, математик, астроном-коперниканец, теоретик музыки (род. в 1530 году).
- 23 ноября — Андре Теве, французский путешественник, писатель, просветитель (род. в 1516 году).
- 20 декабря — Амбруаз Паре, великий французский врач, «хирург четырёх королей» (род. в 1510 году)[3].